# Scelotes duttoni
Espèce
Scelotes duttoni est une espèce de sauriens de la famille des Scincidae.

## Répartition
Cette espèce est endémique de l'archipel Bazaruto au Mozambique.

## Étymologie
Cette espèce est nommée en l'honneur de Paul Dutton.

## Publication originale
- Broadley, 1990 : The herpetofaunas of the islands off the coast of south Mocambique. Arnoldia, vol. 9, no 35, p. 469-493.